# Camp de Conlie
Le Camp de Conlie, situé dans la région du Mans, est un des onze camps établis par le gouvernement républicain de Gambetta lors de la guerre de 1870 afin de préparer une contre-offensive contre l'occupant. Les Prussiens sont désormais aux portes d'Orléans et la désorganisation est générale.

## Historique
Après la défaite de Sedan, Léon Gambetta, ministre de la Guerre du nouveau gouvernement républicain, décide de former de nouvelles armées et de poursuivre la « guerre à outrance ».

### Création du camp

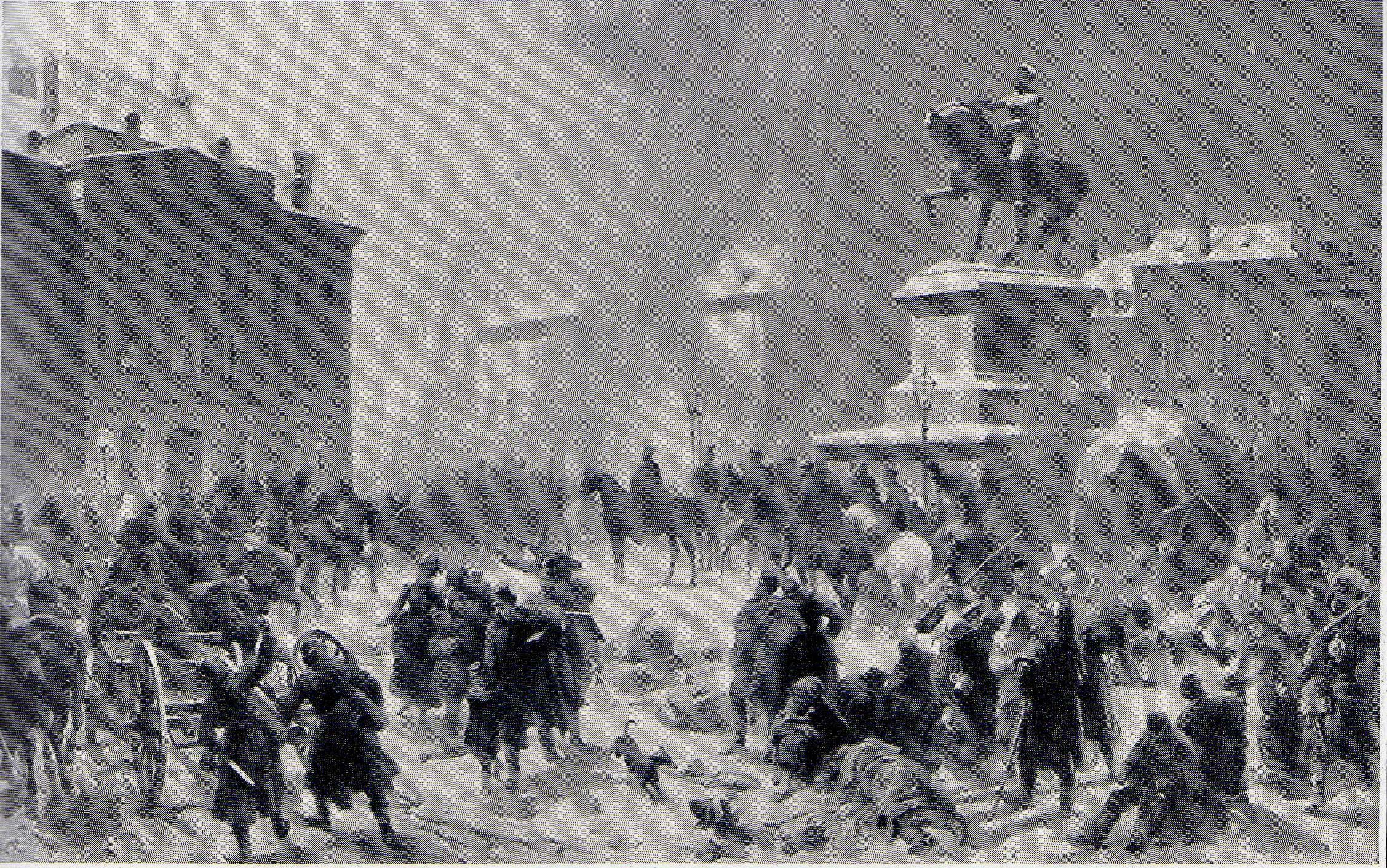
Entrée des Allemands à Orléans en 1870.

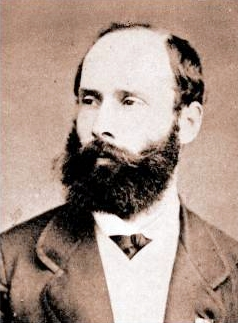
Émile de Kératry, commandant du camp de Conlie.

Le général de Kératry, convaincu du bien-fondé de la poursuite de la guerre, est nommé à la tête de l’armée de Bretagne le 22 octobre, pour venir en appui de l’armée de la Loire, il est chargé d'établir à la hâte un camp à Conlie, dans la région du Mans (Sarthe) et d'y rassembler les mobilisés et les volontaires de l’ouest de la France pour y former une « armée de Bretagne ». Il peut réunir dans son armée les mobilisés des départements de la Bretagne et du Maine, les gardes mobiles encore disponibles dans ces régions, les corps francs de l'Ouest, quelques milliers d'hommes d'infanterie de ligne, quelques escadrons de cavalerie, quelques marins, etc. Le contingent mobilisable des cinq départements bretons était, à lui seul, de 80 000 hommes. Il parcourt également la Bretagne pour recruter des volontaires.
Il fait construire à Conlie, près du Mans, un camp où se fera la formation. Situé sur la butte de la Jaunelière, il n'en reste de nos jours plus aucun vestige. Ce camp peut accueillir 50 000 hommes et il y rassemble une armée de 25 000 hommes dès le 10 novembre. Près de 60 000 hommes y passent au total et il est prévu de les armer avec les surplus de la guerre de Sécession américaine (1861-1865), mais ces armes promises par Gambetta n'arrivent pas.

### Vie au camp
Les baraquements ne sont pas construits à l’arrivée des mobilisés et des tentes sont établies en urgence.[réf. nécessaire]. Comme le terrain avait été nivelé peu de temps avant l'installation du camp, le piétinement de milliers d’hommes en fait rapidement un bourbier où il est très difficile de se déplacer. Les mauvaises conditions climatiques n'arrangent rien, des pluies torrentielles inondent le camp que les soldats surnomment « Kerfank », la ville de boue, de fanges en breton. Avec les premières neiges, les maladies se développent : fièvre typhoïde, variole, etc. La description qu'en fait Gaston Tissandier, de passage le 15 décembre 1870, est éloquente :

« Est-ce bien un camp ? C'est plutôt un vaste marécage, une plaine liquéfiée, un lac de boue. Tout ce qu'on a pu dire sur ce camp trop célèbre est au-dessous de la vérité. On y enfonce jusqu'aux genoux dans une pâte molle et humide. Les malheureux mobiles se sont pourvus de sabots et pataugent dans la boue où ils pourraient certainement faire des parties de canots. Ils sont là quarante mille nous dit-on et, tous les jours, on enlève 500 ou 600 malades. Quand il pleut trop fort, on retrouve dans les bas-fonds des baraquements submergés. Il y a eu ces jours derniers quelques soldats engloutis, noyés dans leur lit pendant un orage. »

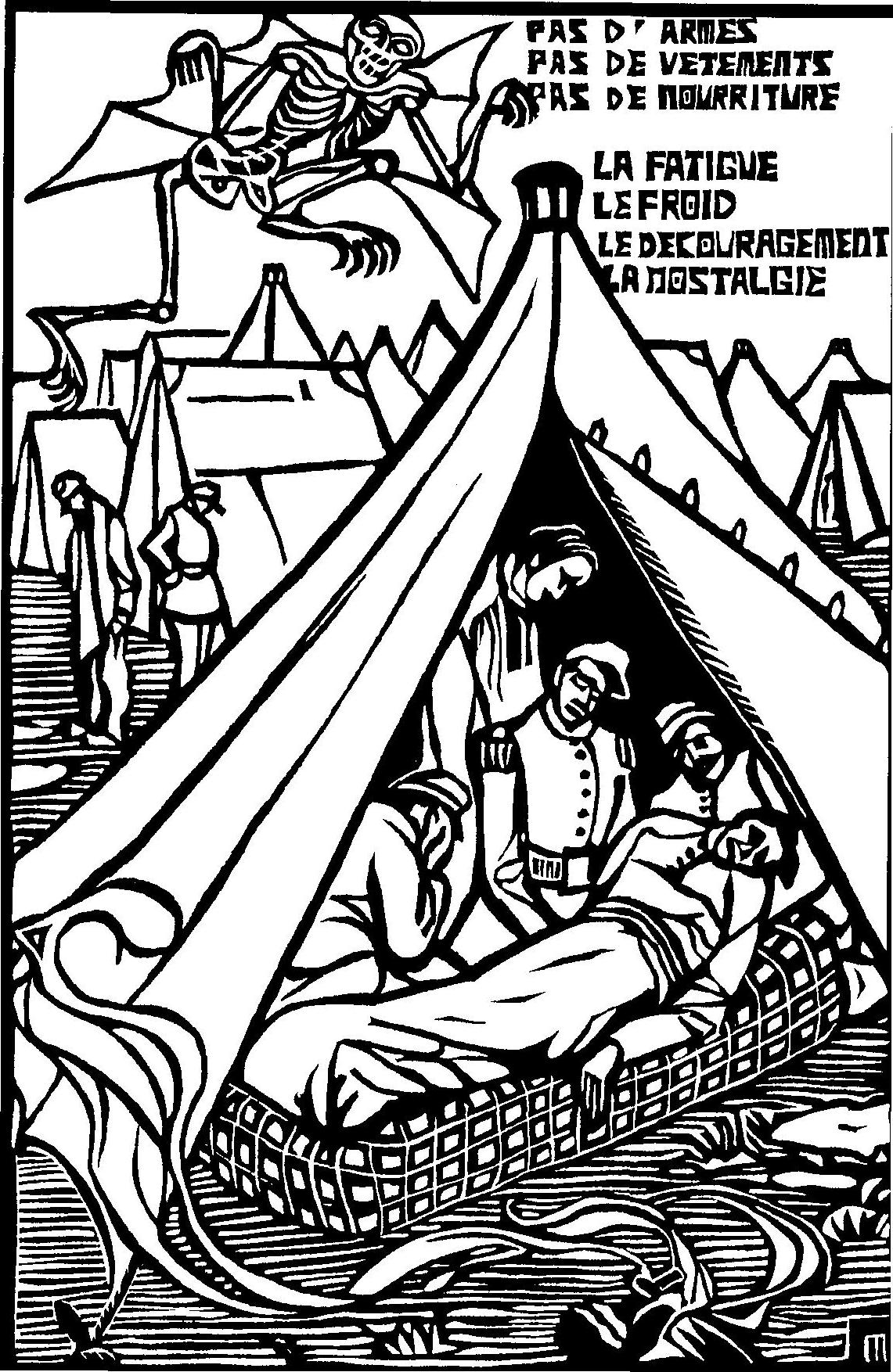
Gravure de Jeanne Malivel illustrant L'Histoire de notre Bretagne de Jeanne Coroller-Danio en 1922.

Le manque d'instructeurs (prisonniers en Allemagne), de matériel, de ravitaillement, provoque le découragement au sein d'une troupe pourtant largement constituée de volontaires mais livrés à l'oisiveté et à l'ennui.
Dans la débâcle de la guerre franco-prussienne, le ravitaillement en armes et en matériel connaît de sérieuses difficultés : pénurie de tentes, de couvertures, de chaussures, etc.
Keratry, choqué, informe Gambetta à plusieurs reprises. Ce dernier se refuse à l'évacuation, et affirme même ne pas se trouver choqué par ce qu'il constate.[réf. nécessaire]
La polémique commence à faire rage dans les journaux et le général de Kératry démissionne, remplacé dans un premier temps par le général Le Bouédec et enfin par le général de Marivault qui ordonne immédiatement une première évacuation, contre les ordres de Gambetta (qui ne signera la première autorisation que quelques jours plus tard)[réf. nécessaire], le 19 décembre 1870. Dès le lendemain, les 15 000 soldats les plus faibles se replient sur Rennes. Les plus malades sont renvoyés dans leurs familles. Le scandale prend plus d'ampleur, devant l’état des hommes qui rentrent chez eux. L'arrivée du général Marivault reste une anecdote citée plus tard par Morvan Lebesque au début de son livre Comment peut-on être Breton ?, en 1970. Lors de son premier passage en revue du régiment, Marivault salua le courage des Bretons et leur volonté d'aller combattre lorsque ces derniers crièrent sur son passage « d'ar gêr, ma général, d'ar gêr ! ». Il ignorait qu'en breton « d'ar gêr » ne signifie pas « à la guerre », mais « à la maison ».

### Opérations de l’«armée de Bretagne»

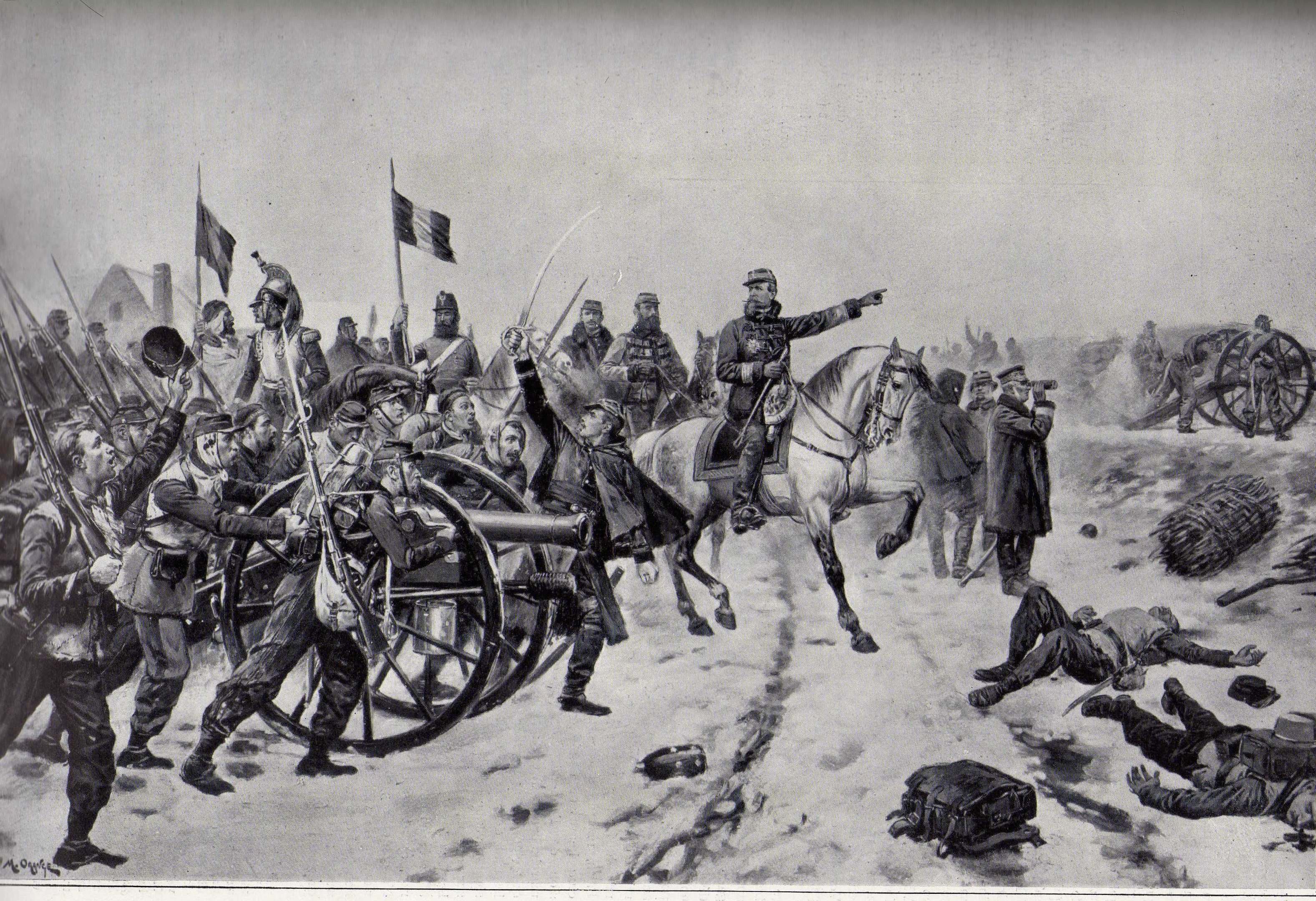
Le général Chanzy à la Bataille du Mans tableau de Maurice Orange (1868-1885).

Le 23 novembre 1870, a lieu le combat de La Fourche, commune de Coulonges-les-Sablons.
Gambetta décide l’envoi de 12 000 des hommes du camp de Conlie, armés de seulement 4 000 carabines en mauvais état et de munitions d'un calibre inadéquat contre le Ier corps bavarois du duc de Mecklembourg. Le général de Kératry envoie les mieux équipés et les moins fatigués de ses hommes, formant la division de marche de Bretagne (4e division du 21e corps), commandée par le général Gougeard. La division arrive à Yvré-l'Évêque le 26 novembre, lance une reconnaissance jusqu’à Bouloire. Le combat n’a pas lieu, les Prussiens s’étant esquivés.
La veille de la bataille du Mans (10 et 11 janvier 1871), selon les historiens de l'Action française, qui lui sont violemment hostiles, Gambetta, les considérant comme étant des Chouans potentiels, fournit aux 19 000 hommes restant des fusils Springfield rouillés et des cartouches avariées. Dans certains cas, certaines de ces armes explosaient au moment du tir. Le général Chanzy rejette la responsabilité de la défaite aux hommes de Conlie. En effet, c’est sur leur position de la Tuilerie que les Prussiens font porter leur effort décisif, qui décide de la victoire. Les soldats bretons, épuisés par deux mois de privations, mal armés, presque pas préparés, sont taillés en pièces dans la nuit du 11 au 12 par la 20e division prussienne du général von Krautz-Koschlau.
Par la suite, le général de Lalande déclare devant une commission d'enquête parlementaire :

« Je crois que nous avons été sacrifiés. Pourquoi? Je n'en sais rien. Mais j'affirme qu'on n'aurait pas dû nous envoyer là, parce que l'on devait savoir que nous n'étions pas armés pour faire face à des troupes régulières. »

Le camp de Conlie est atteint le 14 janvier par les Prussiens qui font sauter les fortifications et quittent la commune, le 6 mars.
L'armistice est signé le 26 janvier et l'armée de Bretagne est dissoute le 7 mars 1871.

## Bilan

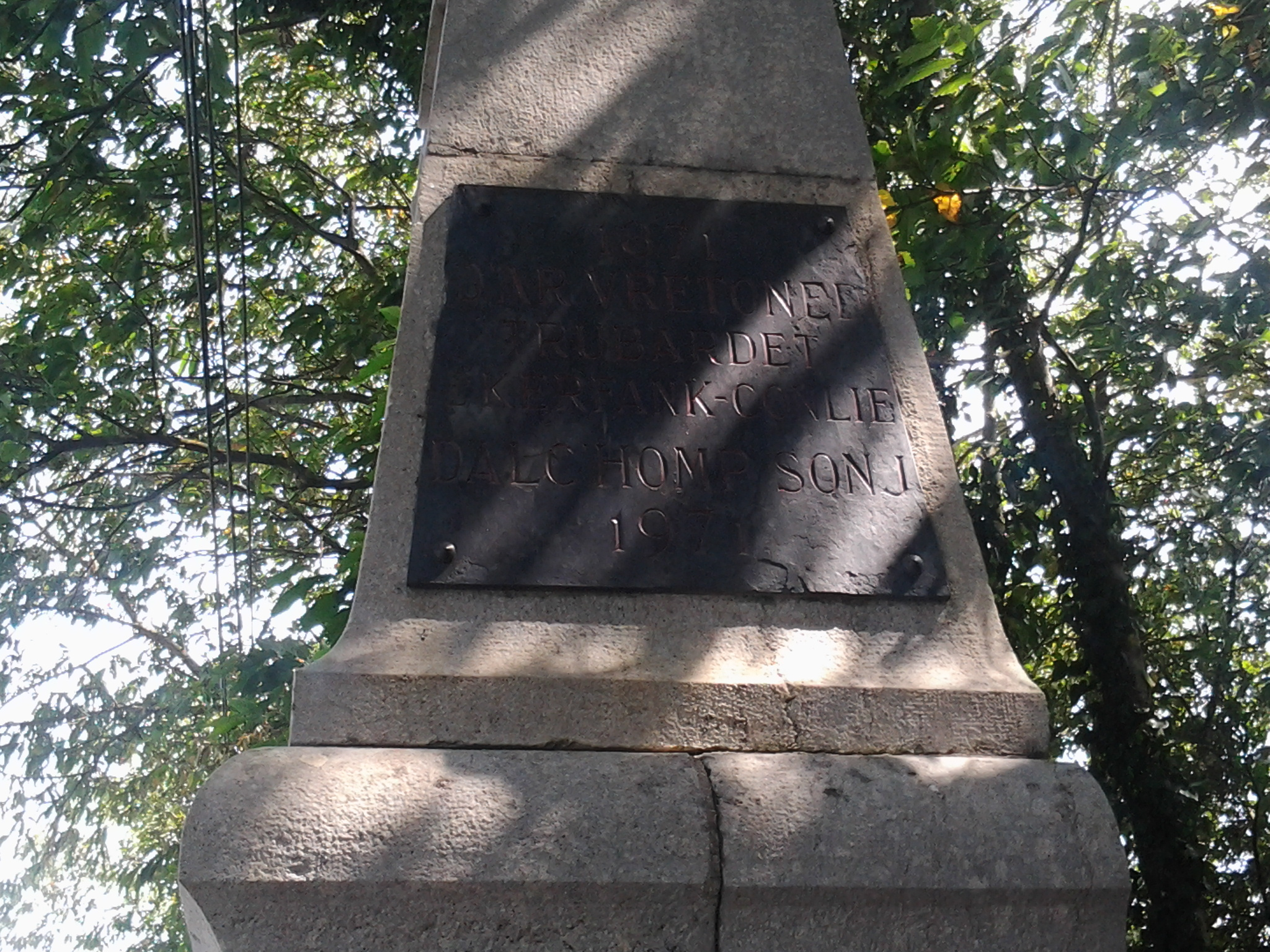
Plaque commémorative, apposée en 1971, en langue bretonne (1871 D'AR VRETONED TRUBARDET E KERFANK-CONLIE DALC'HOMP SONJ 1971).

De novembre 1870 à janvier 1871 il y eut 173 morts, mais ce chiffre fait encore débat. 2 000 des 60 000 soldats qui y sont passés ont dû être envoyés à l’infirmerie.
Arthur de La Borderie (1827-1901) sera le rapporteur d'une commission d’enquête parlementaire dont les conclusions, rédigées en 1872, sont publiées en 1874 dans les actes du Gouvernement de la Défense nationale.
Un monument est inauguré le 11 mai 1913 sur la colline de la Jaunelière et une plaque commémorative est apposée le 14 février 1971, lors du centenaire, en langue bretonne : 1871 D'AR VRETONED TRUBARDET E KERFANK-CONLIE DALC'HOMP SONJ (1871 Aux Bretons trahis au village de boue de Conlie. Souvenons-nous).

## Dans la culture populaire

### La prétendue première carte postale au monde

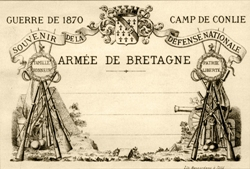
La carte souvenir du camp de Conlie.

Un article publié dans le Petit Journal du 30 août 1902, repris dans le New York Times du 21 septembre 1904, fait de Léon Besnardeau (1829-1914), simple libraire à Sillé-le-Guillaume, un village situé à une quinzaine de kilomètres du camp de Conlie, l'inventeur de ce qui est présenté comme la première carte postale illustrée, expédiable par la poste ordinaire, au monde.
En fait, l'inscription même « Souvenir de la Défense Nationale » indique qu'il s'agit d'un document édité après les événements, de toute évidence destiné aux soldats revenus en pèlerinage sur le site de leurs souffrances, et non d'un moyen de communiquer avec leurs proches durant leur séjour forcé. Aucun emplacement n'est prévu pour un timbre et il n'existe pas de trace qu'une de ces cartes ait été acheminée sans avoir été placée préalablement dans une enveloppe.

### Littérature
- Tristan Corbière, La pastorale de Conlie, poème qui a été illustré par La Pastorale de Conlie de Jean Moulin sous le pseudonyme de Romanin.
- Léon Bloy, « La Boue », (1893), dans Sueur de Sang, L'Arbre vengeur, septembre 2010  (ISBN 978-2916141503).

### Gravure
- "Le camp de Conlie" par Jeanne Malivel, 1922.
- "La Pastorale de Conlie" illustrant le poème de Tristan Corbière, par Jean Moulin en poste en Bretagne à cette époque, 1933. "Il le fait avec un sens du pathétique absolument terrible, parce que de ces cadavres, de ces corps amoncelés, on a l'impression qu'il voit une sorte de préfiguration de la Seconde Guerre mondiale : Buchenvald, Auschwitz, et peut-être aussi de son propre destin."[9]

### Discographie
- Le groupe de musique celtique Tri Yann a fait une chanson du nom de Kerfank 1870 ; le premier couplet de cette chanson fait allusion à la prise de commandement de Marivault lors du remplacement de Kératry, alors qu'il passait en revue les soldats bretonnant criant : « d'ar gêr, ma général, d'ar gêr ! ». Marivault loua leur ardeur à vouloir partir à la guerre... ignorant qu'en breton, « d'ar gêr » ne veut pas dire « à la guerre », mais « à la maison ».
- Red Cardell, Conlie, album Rouge, 1993.
- François Budet, Le Camp de Conlie, album Résurgences, septembre 1992.

Per-Mari Mevel écrivit aussi une chanson sur le sujet enregistré par la suite par An Triskell :
| Paroles | Sens des paroles en français |
| --- | --- |
| Didostait, mignoned, a barrez Plodiern Ma kontin deoc'h va zourmant Me zo bet en ifern E Conlie 'm-eus tremenet Ouzhpenn daou viz hanter O c'houzañv merzherinti, an naon hag ar vizer. Ar Jeneral Keratry hag an noblisite A c'halve ar Bretoned da sevel un arme Evit saveteiñ ar vro partial a rankan Hag an dour em daoulagad kenavo a lâran. Ni oe kaset da Conlie da ober pinijenn Da zibriñ bara louet er fank hag el lagenn Ar yenijenn, ar glac'har, an hirnezh, ar c'hleñved A lakas meur a hini da gousket er vered. | Approchez, amis, de la paroisse de Plodiern Pour que je vous conte mon tourment: J'ai été en enfer à Conlie j'ai passé Plus de deux mois et demi à souffrir le martyre, la faim et la misère. Le Général Keratry et la noblesse Appelaient les Bretons à lever une armée Pour sauver le pays; je dois partir Et, les larmes aux yeux, je vous dis adieu. Je fus envoyé à Conlie pour faire pénitence Pour manger du pain moisi dans la fange et le marais La froidure, le chagrin, la nostalgie, la maladie Envoyèrent plus d'un dormir au cimetière. |